# Golden Air
Golden Air is een regionale luchtvaartmaatschappij met als thuishaven Trollhättan in Zweden. Haar vliegtuigen zijn ook te gebruiken voor charter- en luchttaxivluchten. Golden Air is gestationeerd op de luchthaven Trollhättan (THN). Golden Air vliegt enkel tussen Stockholm en Trollhättan (juli 2007).

## Geschiedenis
De luchtvaartmaatschappij werd op 16 juli 1993 gesticht en levert vanaf 15 augustus diensten. De luchtvaartmaatschappij is volledig in bezit van Erik Thun (scheepvaartsbedrijf).

## Luchtvloot
De luchtvloot van Golden Air bestaat uit de volgende vliegtuigen (september 2007):
- 4 Saab 2000's
- 5 Saab 340A's
- 3 Saab 340B's